# Janusz Sokołowski (malarz)

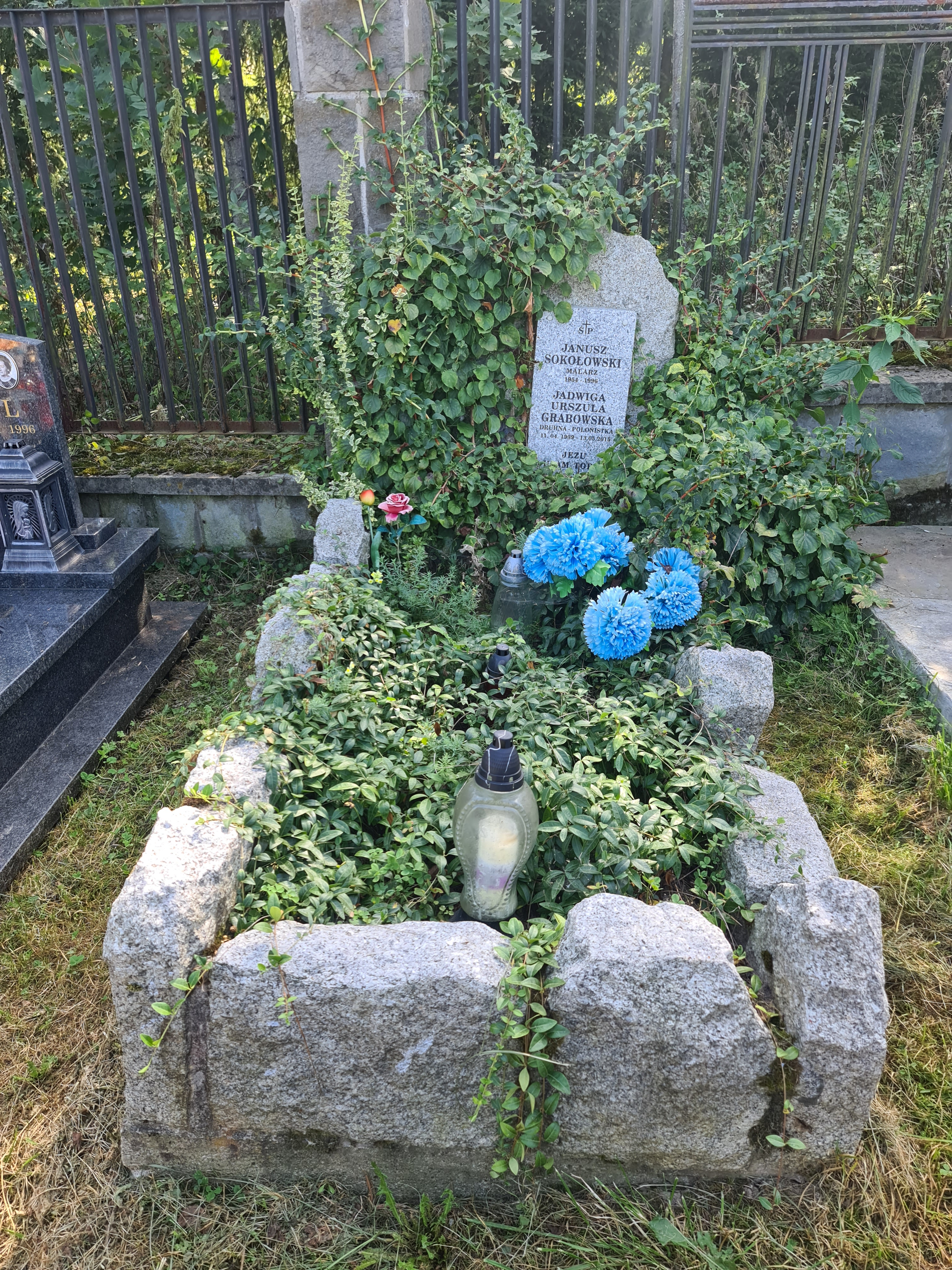
Grób Janusza Sokołowskiego i jego siostry Jadwigi Grabowskiej na cmentarzu komunalnym w Krościenku nad Dunajcem

Janusz Sokołowski (ur. 8 marca 1954 w Charlężu koło Lublina, zm. 18 lutego 1996 w Nowym Targu) – polski malarz, rysownik, poeta. Przez większość niedługiego życia związany z rodzinną wsią. 

## Życiorys
Jako twórca był samoukiem, podobnie jak jego ojciec, który po latach organizowania wiejskich teatrzyków otrzymał od Jana Świderskiego dyplom zawodowego aktora. Rysował od 15. roku życia, potem był okres farb plakatowych i wreszcie technika olejna. Odbył jedynie krótki kurs technik malarskich lubelskiego Towarzystwa Przyjaciół Sztuk Pięknych (którego członkiem został latem roku 1979), prowadzony przez Stanisława Bijasa.
Już pierwsza wystawa w galerii TPSP zwróciła na Sokołowskiego uwagę lubelskiego publicysty, Tadeusza Jasińskiego, który poświęcił jej spory tekst w „Kamenie”. Kolejną, w budynku byłego Liceum Plastycznego, obejrzeli m.in. członkowie ówczesnej kontrkultury: Waldemar „Disney” Bochniarz, Lech L. Przychodzki i Edward „Lu” Soroka, którzy odnaleźli malarza w jego samotnym domu na skraju charlęskiego lasu.
Przez kilka lat ów dom i jego okolice stały się miejscem wspólnych akcji i dyskusji o sztuce. Gośćmi Sokołowskiego bywali, oprócz wymienionych, prof. Jadwiga Mizińska (filozof kultury), pisarz Zbigniew Fronczek, fotografik Stanisław F. Piekarski, śląski malarz Leszek Pieńkoś (od lat w RFN), trębacz Andrzej Przybielski, działacz ruchu „Wolę Być” Adam Fotek czy wokalistka „Orkiestry pw. św. Mikołaja” – Agnieszka Śnieżko.
Zainteresował się nim też dr Ryszard Tomczyk, komisarz Centrum Sztuki Galeria EL, który ściągnął artystę na Spotkania Warsztatowe Twórców Młodego Pokolenia w roku 1985. Tak postać, jak prace (stojące na pograniczu ekspresjonizmu i surrealizmu, utrzymane w zieleniach i brązach) Sokołowskiego wzbudziły wiele komentarzy. Trudno było innym twórcom uwierzyć, iż obrazy są dziełem samouka. Płótna charlęskiego malarza uczestniczyły też w tygodniowych IST w Galerii EL we wrześniu 1986 r. On sam nie przybył ze względu na stan zdrowia, od młodości chorował bowiem na tarczycę i związane z tym stany depresyjne. W marcu 1988 w Centrum Sztuki Galeria EL odbyła się duża wystawa indywidualna prac Sokołowskiego.
Kiedy dwa lata później zmarła matka artysty, postać z wielu jego płócien, a dom spłonął – malarz wyprowadził się w Pieniny, gdzie w Krościenku mieszkała jego siostra. Potrzebował wówczas stałej opieki lekarskiej, niedostępnej na wsi. W Krościenku mniej malował, zaczął natomiast pisać wiersze.
Został pochowany na cmentarzu komunalnym w Krościenku nad Dunajcem (XIII D 15).
W styczniu 1997 roku Jadwiga Grabowska, siostra twórcy, część z nich wydała w tomiku „Wyspa Tu”. Prace Sokołowskiego jak dotąd nie są skatalogowane, podobnie jak wiersze, które znajdują się w posiadaniu kolegów-artystów w Polsce i Niemczech. Poza Polską najwięcej obrazów charlęskiego malarza znajduje się w Paryżu. 